# Жуково (Татарстан)
Жуково (тат. Жуково) — деревня в Тетюшском районе Республики Татарстан России. Административный центр Жуковского сельского поселения.

## География
Деревня находится в юго-западной части Татарстана, в зоне хвойно-широколиственных лесов, в пределах восточной окраины Приволжской возвышенности, на правом берегу реки Кильны, при автодороге 16К-1514, на расстоянии примерно 18 километров (по прямой) к юго-западу от города Тетюши, административного центра района. Абсолютная высота — 108 метров над уровнем моря.

### Климат
Климат характеризуются как умеренно континентальный, с умеренно холодной продолжительной зимой и относительно жарким летом. Среднегодовая температура воздуха составляет 2,9 °С. Средняя температура воздуха самого холодного месяца (января) — −13,5 °C (абсолютный минимум — −36 °C); самого тёплого месяца (июля) — 19,4 °C (абсолютный максимум — 44 °C). Безморозный период длится 136 дней. Среднегодовое количество атмосферных осадков составляет 486 мм, из которых около 326 мм выпадает в период с апреля по октябрь.

### Часовой пояс
Деревня Жуково, как и весь Татарстан, находится в часовой зоне МСК (московское время). Смещение применяемого времени относительно UTC составляет +3:00.

## История
Основана не позднее начала XVII века. В дореволюционных источниках упоминается также под названием Еремеево (по фамилии землевладельцев - Д. П. Еремеев, на средства которого в 1874 году в с. Жуково был открыт медицинский приёмный покой). До отмены крепостного права жители относились к категории помещичьих крестьян, Буинского уезда, Симбирской губернии. В начале XX века действовали земская школа и церковь (каменная церковь, простоявшая до 1938 года, в советское время была разобрана на строительные материалы). В 1905 году была построена школа для крестьянских детей обоего пола. В 1911 году в южной части села крестьянами вручную было вырыто озеро. В 1963 году в колхоз им. К. Маркса были включены девять хозяйств: им. К. Маркса (Кильдюшево), «Рассвет» (Жуково), «Заря» (Иоково), «Красные Тарханы» (Кр. Тарханы), «Берлек» (Берлек), « Красный борец» (Ст. Сумароково), «Коммунистический Интернационал Молодежи» (Нов. Сумароково), им. Урицкого (Сух. Салмановка) и им. Кирова (Нов. Кульметьевка). 

## Население
Население деревни Жуково в 2012 году составляло 242 человека.
| 1859 | 1913 | 1920 | 1926 | 1938 | 1949 | 1958 | 1970 | 1979 | 1989 | 2002 | 2012 |
| ---- | ---- | ---- | ---- | ---- | ---- | ---- | ---- | ---- | ---- | ---- | ---- |
| 873  | 501  | 475  | 467  | 474  | 271  | 176  | 75   | 215  | 238  | 249  | 242  |

### Национальный состав
Согласно результатам переписи 2002 года, в национальной структуре населения русские составляли 58 %.

## Известные жители
Скуратов Дмитрий Петрович — русский экономист, цензор Санкт-Петербургского цензурного комитета. Умер в селе 14 (26) мая 1885 года. Похоронен, как и его жена Фаина, умершая в 1883 году, на кладбище этого же села.